# Rue Rasson
Pour les articles homonymes, voir Rasson.
La rue Rasson (en néerlandais : Rassonstraat) est une rue bruxelloise de la commune de Schaerbeek qui va de la place des Chasseurs Ardennais à la place de Jamblinne de Meux en passant par la rue Victor Oudart et l'avenue Milcamps.
Elle porte le nom d'un militaire et homme politique, Jean Baptiste Rasson, né à Lahamaide le 4 janvier 1812 et décédé à Schaerbeek le 28 novembre 1898.
La rue existe déjà sur la carte topographique de 1858 comme un chemin de campagne.
Le 9 décembre 2012, un violent incendie a ravagé une maison de rapport sis Rue Rasson 47. Six personnes ont été hospitalisées.

## Adresses notables
- no 43-45 : maison à appartements datant de 1906, attribuée à Gustave Strauven sur base d'une forte analogie avec ses autres réalisations[3].